# Томс, Билли
Уи́льям Томс (англ. William Toms; 19 мая 1895 — дата смерти неизвестна) — ирландский футболист, нападающий.

## Биография
Родился в ирландском городе Керраг, графство Килдэр. Принимал участие в боевых действиях во время Первой мировой войны, был награждён Военным крестом. После демобилизации играл в футбол за клуб «Экклз Боро» из одноимённого города в окрестностях Манчестера.
В сентябре 1919 года подписал с клубом «Манчестер Юнайтед» любительский, а уже через месяц — профессиональный контракт. В основном составе «Юнайтед» дебютировал 4 октября 1919 года в матче против «Мидлсбро» на стадионе «Олд Траффорд»; матч завершился вничью 1:1. Сначала выступал на позиции правого крайнего нападающего, но затем стал выступать в роли центрфорварда. Свой первый гол за команду забил 10 января 1920 года в матче Кубка Англии против клуба «Порт Вейл». В апреле 1920 года забивал в трёх подряд матчах чемпионата: 3 апреля против «Болтон Уондерерс», 6 апреля против «Брэдфорд Парк Авеню» и 10 апреля вновь против «Болтона». Всего провёл за «Юнайтед» 14 матчей и забил 4 мяча.
В сентябре 1920 года Томс был продан в клуб «Плимут Аргайл» за 500 фунтов. В сезоне 1920/21 провёл за «пилигримов» 28 матчей и забил 5 мячей.
В сезоне 1921/22 выступал за «Олдем Атлетик», сыграв 20 матчей и забив 5 мячей.
В сезоне 1922/23 играл за «Ковентри Сити». Провёл за команду 31 матч, в которых забил 19 мячей. Стал автором первого хет-трика в истории клуба в рамках Футбольной лиги, забив три мяча в ворота «Вулверхэмптон Уондерерс» 25 декабря 1922 года. В 1923 году покинул клуб после дисквалификации, в качестве причины которой указано «нарушение дисциплины». Вместе с ним команду покинул другой футболист, Артур Ормстон.
В дальнейшем выступал за клубы Футбольной лиги «Стокпорт Каунти», «Рексем» и «Кру Александра», после чего играл за любительские клубы «Грейт Харвуд» и «Уинсфорд Юнайтед».

## Статистика выступлений
| Клуб              | Сезон            | Лига | Лига | Кубки | Кубки | Прочие | Прочие | Итого | Итого |
| Клуб              | Сезон            | Игры | Голы | Игры  | Голы  | Игры   | Голы   | Игры  | Голы  |
| ----------------- | ---------------- | ---- | ---- | ----- | ----- | ------ | ------ | ----- | ----- |
| Манчестер Юнайтед | 1919/20          | 12   | 3    | 1     | 1     | 0      | 0      | 13    | 4     |
| Манчестер Юнайтед | 1920/21          | 1    | 0    | 0     | 0     | 0      | 0      | 1     | 0     |
| Манчестер Юнайтед | Итого            | 13   | 3    | 1     | 1     | 0      | 0      | 14    | 4     |
| Плимут Аргайл     | 1920/21          | 24   | 3    | 4     | 2     | 0      | 0      | 28    | 5     |
| Плимут Аргайл     | Итого            | 24   | 3    | 4     | 2     | 0      | 0      | 28    | 5     |
| Олдем Атлетик     | 1921/22          | 20   | 5    | 0     | 0     | 0      | 0      | 20    | 5     |
| Олдем Атлетик     | Итого            | 20   | 5    | 0     | 0     | 0      | 0      | 20    | 5     |
| Ковентри Сити     | 1922/23          | 30   | 19   | 1     | 0     | 0      | 0      | 31    | 19    |
| Ковентри Сити     | Итого            | 30   | 19   | 1     | 0     | 0      | 0      | 31    | 19    |
| Стокпорт Каунти   | 1923/24          | 5    | 1    | 0     | 0     | 0      | 0      | 5     | 1     |
| Стокпорт Каунти   | Итого            | 5    | 1    | 0     | 0     | 0      | 0      | 5     | 1     |
| Рексем            | 1923/24          | 30   | 9    | 2     | 1     | 0      | 0      | 32    | 10    |
| Рексем            | 1924/25          | 12   | 1    | 1     | 0     | 0      | 0      | 13    | 1     |
| Рексем            | Итого            | 42   | 10   | 3     | 1     | 0      | 0      | 45    | 11    |
| Кру Александра    | 1924/25          | 25   | 8    | 0     | 0     | 0      | 0      | 25    | 8     |
| Кру Александра    | Итого            | 25   | 8    | 0     | 0     | 0      | 0      | 25    | 8     |
| Всего за карьеру  | Всего за карьеру | 159  | 49   | 9     | 4     | 0      | 0      | 168   | 53    |